# Continent pierdut

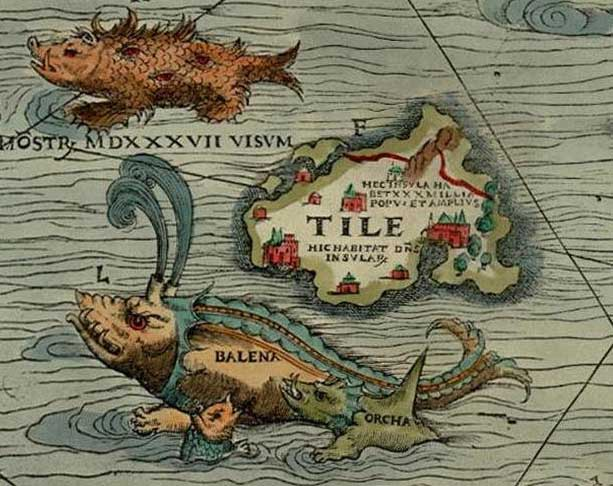
Thule, sub numele de Tile, după Carta Marina de Olaus Magnus (1539). Thule este pe această hartă o insulă (imaginară ?) situată între insulele Feroe și Islanda.

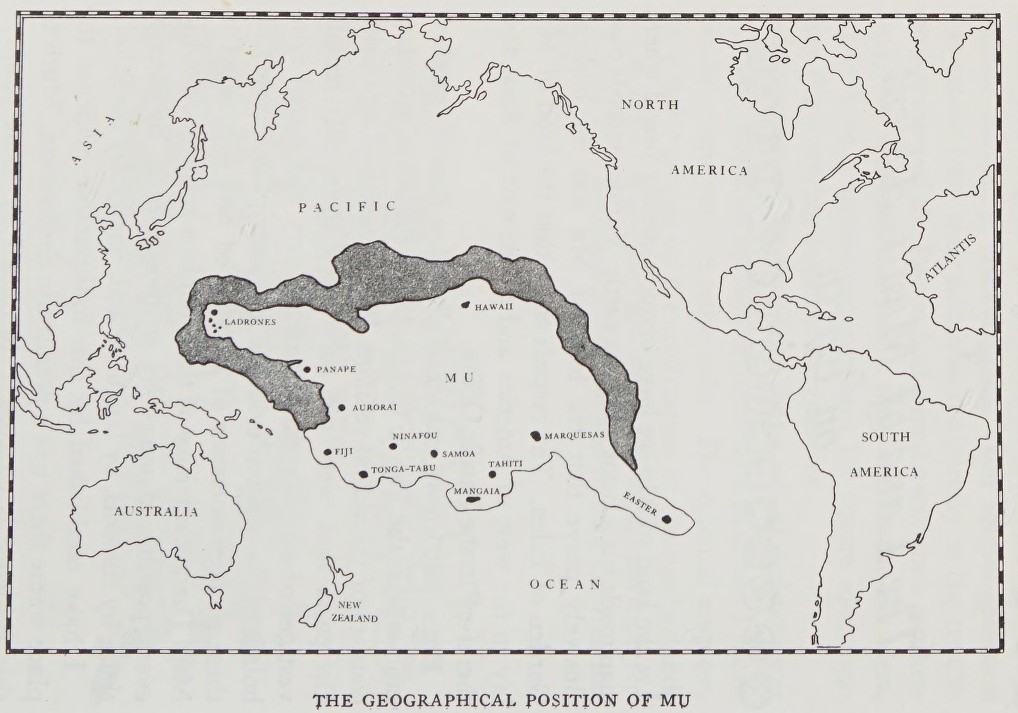
Hartă a ipoteticului continent Mu de James Churchward, 1927

Un continent pierdut sau un pământ pierdut este un teritoriu care, conform unei legende sau tradiții, a existat în trecut și care a dispărut, de obicei scufundat în mare. Este o temă comună în mitologie și science fiction. Termenul este folosit pentru a include o mare varietate de locuri, de la insule până la vaste suprafețe de pământ. Unele dintre cele mai faimoase continente pierdute sunt:
- Atlantida
- Kumari Kandam
- Hiperboreea
- Thule
- Mu
- Lemuria

Pe aceste continente au trăit civilizații avansate care au dispărut odată cu împrejurimile, dar despre care există presupuse dovezi în unele orașe învecinate mai puțin avansate, care laudă epoca de aur în literatură și artă. Spre deosebire de aceste locuri, există prelungiri ale plăcilor tectonice care s-au prăbușit cu adevărat, cum ar fi Zealandia sau Doggerland, dar de obicei acestea nu sunt considerate continente pierdute.